# Henry Charles Deans Rankin
Henry Charles Deans Rankin, britanski general, * 1888, † 1965.